# Buon Natale: The Christmas Album
Buon Natale: The Christmas Album – pierwszy album świąteczny włoskiego trio Il Volo wydany 22 października 2013 roku nakładem wytwórni Geffen Records.
Na płycie umieszczono m.in. najpopularniejsze bożonarodzeniowe klasyki w interpretacji zespołu, takie jak m.in. „O Holy Night”, „Ave Maria”, „Santa Claus Is Coming to Town” oraz „White Christmas”.
Album dotarł do pierwszego miejsca amerykańskich list najczęściej kupowanych płyt świątecznych i klasycznych.

## Lista utworów

### Wydanie międzynarodowe
Poniższy spis sporządzony na podstawie materiału źródłowego:
| Nr  | Tytuł utworu | Autorstwo                                                              | Długość |
| --- | --- | ---------------------------------------------------------------------- | ------- |
| 1.  | „Ave Maria” | Franz Schubert                                                         | 4:29    |
| 2.  | „O Holy Night” | Adolphe Adam, Placide Cappeau                                          | 4:35    |
| 3.  | „I’ll Be Home for Christmas”                                                                                       | Kim Gannon, Walter Kent                                                | 4:37    |
| 4.  | „Silent Night” | Franz Xaver Gruber, Joseph Mohr                                        | 3:34    |
| 5.  | „Jingle Bell Rock”/„Let It Snow! Let It Snow! Let It Snow!”/„It’s the Most Wonderful Time of the Year” (mieszanka) | Joe Beal, Jim Boothe, Sammy Cahn, Edward Pola, Jule Styne, George Wyle | 3:41    |
| 6.  | „White Christmas”                                                                                                  | Irving Berlin                                                          | 3:31    |
| 7.  | „Santa Claus Is Coming to Town”                                                                                    | John Frederick Coots, Haven Gillespie                                  | 2:28    |
| 8.  | „Mis deseos/Feliz navidad” (z Belindą)                                                                             | José Feliciano                                                         | 4:26    |
| 9.  | „Panis Angelicus”                                                                                                  | Saint Thomas Aquinas, William Ross                                     | 3:52    |
| 10. | „The Christmas Song” (z Pią Toscano)                                                                               | Mel Tormé, Robert Wells                                                | 4:21    |
| 11. | „Rockin’ Around the Christmas Tree”                                                                                | Johnny Marks                                                           | 2:21    |
| 12. | „Stille Nacht” | Franz Xaver Gruber, Joseph Mohr                                        | 4:04    |
| 13. | „Notte Stellata (The Swan)”                                                                                        | Tony Renis, Camille Saint-Saëns                                        | 3:52    |
|     | |                                                                        | 49:51   |

| Buon Natale: Live Solos and Italian Carols | Buon Natale: Live Solos and Italian Carols                                   | Buon Natale: Live Solos and Italian Carols | Buon Natale: Live Solos and Italian Carols |
| Nr                                         | Tytuł utworu                                                                 | Autorstwo                                  | Długość                                    |
| ------------------------------------------ | ---------------------------------------------------------------------------- | ------------------------------------------ | ------------------------------------------ |
| 1.                                         | „Memory” (Utwór z musicalu Koty w interpretacji Ignazio Boschetto)           | Andrew Lloyd Webber                        | 4:48                                       |
| 2.                                         | „Where Do I Begin” (Utwór z filmu Love Story w interpretacji Piero Barone’a) | Carl Sigman, Francis Lai                   | 3:33                                       |
| 3.                                         | „Maria” (Utwór z musicalu West Side Story w interpretacji Gianluki Ginoble)  | Stephen Sondheim, Leonard Bernstein        | 4:00                                       |
| 4.                                         | „Astro del Ciel”                                                             | Franz Xaver Gruber, Joseph Mohr            | 3:31                                       |
| 5.                                         | „Bianco Natale”                                                              | Irving Berlin, Filibello                   | 3:29                                       |
|                                            |                                                                              |                                            | 19:21                                      |

### Wydanie włoskie
Poniższy spis sporządzony na podstawie materiału źródłowego:
| Nr  | Tytuł utworu | Autorstwo                                                              | Długość |
| --- | --- | ---------------------------------------------------------------------- | ------- |
| 1.  | „Bianco Natale” | Irving Berlin, Filibello                                               | 3:29    |
| 2.  | „Astro del Ciel”                                                                                                   | Franz Xaver Gruber, Joseph Mohr                                        | 3:31    |
| 3.  | „Ave Maria” | Franz Schubert                                                         | 4:29    |
| 4.  | „O Holy Night” | Adolphe Adam, Placide Cappeau                                          | 4:35    |
| 5.  | „I’ll Be Home for Christmas”                                                                                       | Kim Gannon, Walter Kent                                                | 4:37    |
| 6.  | „Jingle Bell Rock”/„Let It Snow! Let It Snow! Let It Snow!”/„It’s the Most Wonderful Time of the Year” (mieszanka) | Joe Beal, Jim Boothe, Sammy Cahn, Edward Pola, Jule Styne, George Wyle | 3:41    |
| 7.  | „Santa Claus Is Coming to Town”                                                                                    | John Frederick Coots, Haven Gillespie                                  | 2:28    |
| 8.  | „Mis deseos/Feliz navidad” (z Belindą)                                                                             | José Feliciano                                                         | 4:26    |
| 9.  | „Panis Angelicus”                                                                                                  | Saint Thomas Aquinas, William Ross                                     | 3:52    |
| 10. | „The Christmas Song” (z Pią Toscano)                                                                               | Mel Tormé, Robert Wells                                                | 4:21    |
| 11. | „Rockin’ Around the Christmas Tree”                                                                                | Johnny Marks                                                           | 2:21    |
| 12. | „White Christmas”                                                                                                  | Irving Berlin                                                          | 3:31    |
| 13. | „Silent Night” | Franz Xaver Gruber, Joseph Mohr                                        | 3:34    |
| 14. | „Stille Nacht” | Franz Xaver Gruber, Joseph Mohr                                        | 4:04    |
|     | |                                                                        | 52:59   |

## Notowania na listach przebojów
| Kraj              | Lista (2013-15)         | Najwyższe miejsce |
| ----------------- | ----------------------- | ----------------- |
| Stany Zjednoczone | Top 50 Holiday Albums   | 1                 |
| Stany Zjednoczone | Top 25 Classical Albums | 1                 |
| Stany Zjednoczone | Billboard 200           | 39                |
| Włochy            | Album Top 20            | 32                |
| Belgia            | Album Top 200 (Walonia) | 162               |

| Kraj   | Rok  | Miejsce |
| ------ | ---- | ------- |
| Włochy | 2009 | 26      |